# Stafford
Stafford är en stad i distriktet Stafford, i grevskapet Staffordshire i västra England, vid floden Sow, en biflod till Trent. Staden har 63 681 invånare (2001).
Stafford grundades enligt traditionen år 913 av Ethelfleda, dotter till Alfred den store och härskarinna över Mercia (Lady of the Mercians).
Stadens äldsta byggnad är kyrkan Saint Chad's, vars äldsta delar är från 1100-talet.
Industrin har traditionellt dominerats av skotillverkning. Sedan 1903 tillverkas elektrisk utrustning för transformatorstationer i staden. Här finns även limtillverkaren Bostik.
Motorvägen M6 går förbi Stafford.
Staden nämndes i Domedagsboken (Domesday Book) år 1086, och kallades då Stadford/Statford.